# El Arenal, Ayapango
El Arenal, även benämnd Camino al Arenal, är en ort i Mexiko, tillhörande kommunen Ayapango i delstaten Mexiko, i den centrala delen av landet. Orten hade 128 invånare vid folkräkningen 2010.